# Philippeville
Philippeville (vallonsk: Flipveye) er en by i Vallonien i det sydlige Belgien. Byen ligger i provinsen Namur, tæt ved grænsen til nabolandet Frankrig. Indbyggertallet er pr. 1. juli 2006 på 8.433 mennesker, og byen har et areal på 156,71 km².
50°12′N 4°33′Ø / 50.200°N 4.550°Ø